# Reira Iwabuchi
Reira Iwabuchi (岩渕 麗楽?, Iwabuchi Reira; 14 dicembre 2001) è una snowboarder giapponese.

## Biografia
In Coppa del Mondo ha debuttato il 4 settembre 2017, giungendo 4ª nella gara di slopestyle di Cardrona, in Nuova Zelanda; ha ottenuto il primo (una vittoria) nella gara di big air di Copper Mountain del 10 dicembre 2017.  Al termine della 2018-2019 ha conquistato la Coppa del Mondo di big air, risultato ripetuto nella stagione seguente.
Dopo aver conquistato due medaglie d'argento (big air e slopestyle) ai Mondiali juniores di Špindlerův Mlýn 2017 ha preso parte ai Giochi olimpici invernali di PyeongChang 2018, giungendo 4ª nel big air e 14ª nello slopestyle.  Ha preso inoltre parte ai Mondiali di Park City 2019, chiudendo al quinto posto la gara di slopestyle. Al termine della stagione 2019 si aggiudica la Coppa di specialità del big air, vinta anche nel 2020 e nel 2023.
Ai Giochi Olimpici di Pechino 2022 si è piazzata nuovamente 4ª nel big air e 5ª nello slopestyle. Nei Campionati Mondiali di Engadina 2025 ha vinto la medaglia d'argento nel big air e quella di bronzo nello slopestyle.

## Palmarès

### Mondiali
- 2 medaglie:
  - 1 argento (big air a Engadina 2025)
  - 1 bronzo (slopestyle a Engadina 2025)

### Winter X Games
- 6 medaglie:
  - 1 oro (big air ad Aspen 2023)
  - 3 argenti (big air ad Aspen 2018; big air ad Aspen 2024; big air a Aspen 2025)
  - 2 bronzi (big air ad Aspen 2020; slopestyle ad Aspen 2024)

### Mondiali juniores
- 2 medaglie:
  - 2 argenti (big air e slopestyle a Špindlerův Mlýn 2017)

### Coppa del Mondo
- Vincitrice della Coppa del Mondo di big air nel 2019, nel 2020 e nel 2023
- Miglior piazzamento nella Coppa del Mondo generale di freestyle: 2ª nel 2019
- 18 podi:
  - 9 vittorie
  - 7 secondi posti
  - 2 terzi posti

#### Coppa del Mondo - vittorie
| Data             | Luogo             | Paese         | Disciplina |
| ---------------- | ----------------- | ------------- | ---------- |
| 10 dicembre 2017 | Copper Mountain   | Stati Uniti   | BA         |
| 8 settembre 2018 | Cardrona          | Nuova Zelanda | BA         |
| 3 novembre 2018  | Modena            | Italia        | BA         |
| 2 novembre 2019  | Modena            | Italia        | BA         |
| 20 dicembre 2019 | Atlanta           | Stati Uniti   | BA         |
| 28 marzo 2021    | Silvaplana        | Svizzera      | SBS        |
| 4 dicembre 2021  | Steamboat Springs | Stati Uniti   | BA         |
| 22 ottobre 2022  | Coira             | Svizzera      | BA         |
| 23 marzo 2024    | Silvaplana        | Svizzera      | SBS        |

Legenda:

BA = Big air

SBS = Slopestyle